# Euthalia iva
Euthalia iva är en fjärilsart som beskrevs av Moore 1857. Euthalia iva ingår i släktet Euthalia och familjen praktfjärilar. Inga underarter finns listade i Catalogue of Life.